# Schloss Kapell

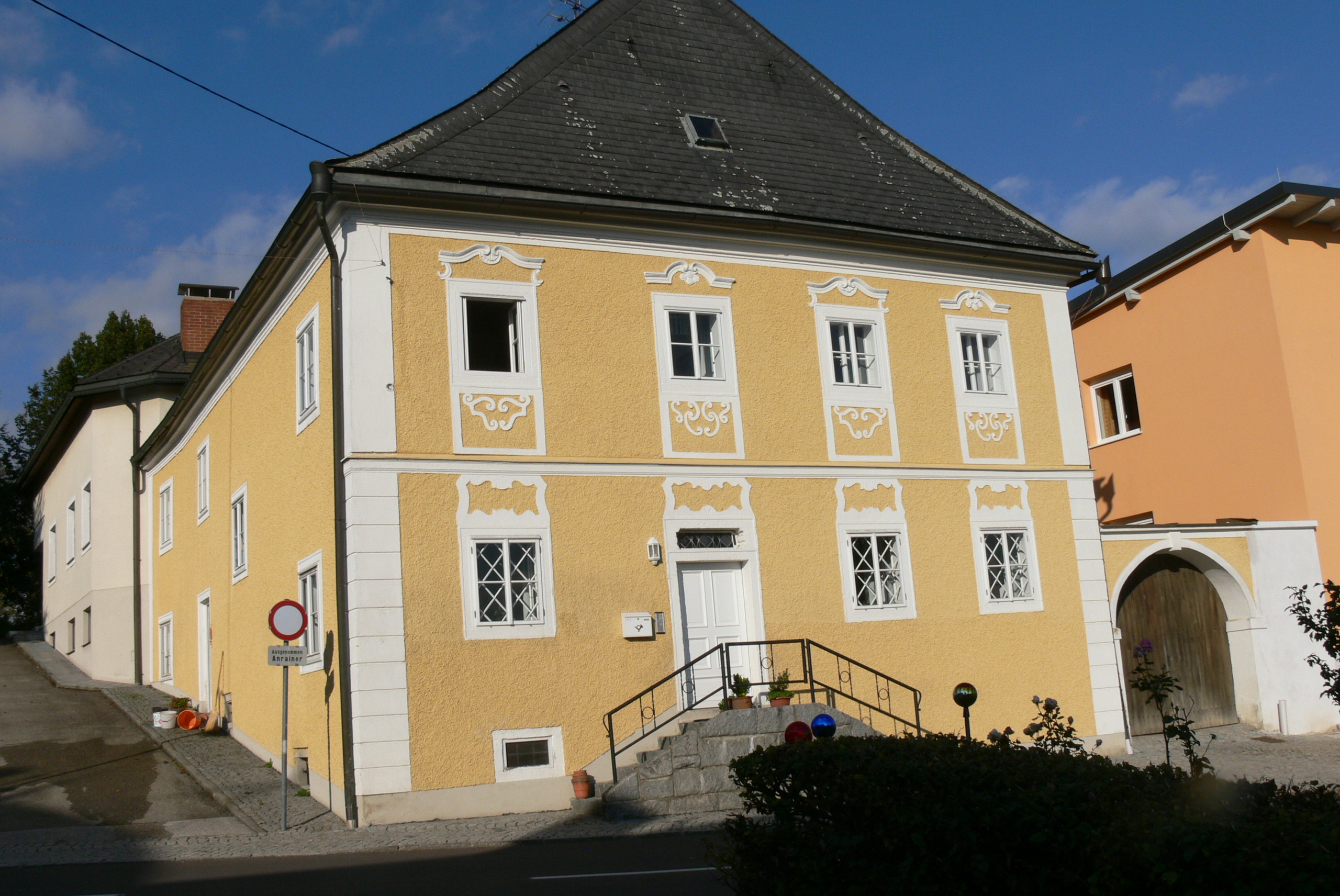
Schloss Capell, heute Pfarrhof Niederkappel

Das ehemalige Schloss Kapell liegt in der Gemeinde Niederkappel im Bezirk Rohrbach von Oberösterreich (Niederkappel Nr. 5). Heute dient es als Pfarrhof der Gemeinde.

## Geschichte
Um das Jahr 1280 wurde unter Ulrich von Capellen das Schloss erbaut. Capellen war damals ein Passauer Lehen und kam 1562 zur Herrschaft Berg bei Rohrbach. Nachfolger waren die Herren von Raspen. Ulrich Raspen war 1397 Pfleger von Liebenstein. Das Schloss wurde in den Bauernkriegen in Brand gesteckt. Danach wurde es teilweise abgetragen und zu einem als Pfarrhof dienenden Gebäude umgebaut. Der nach 1626 erfolgte Umbau wurde durch seinen Besitzer Erasmus von Rödern vorgenommen.

Schloss Capell, heute Pfarrhof Niederkappel
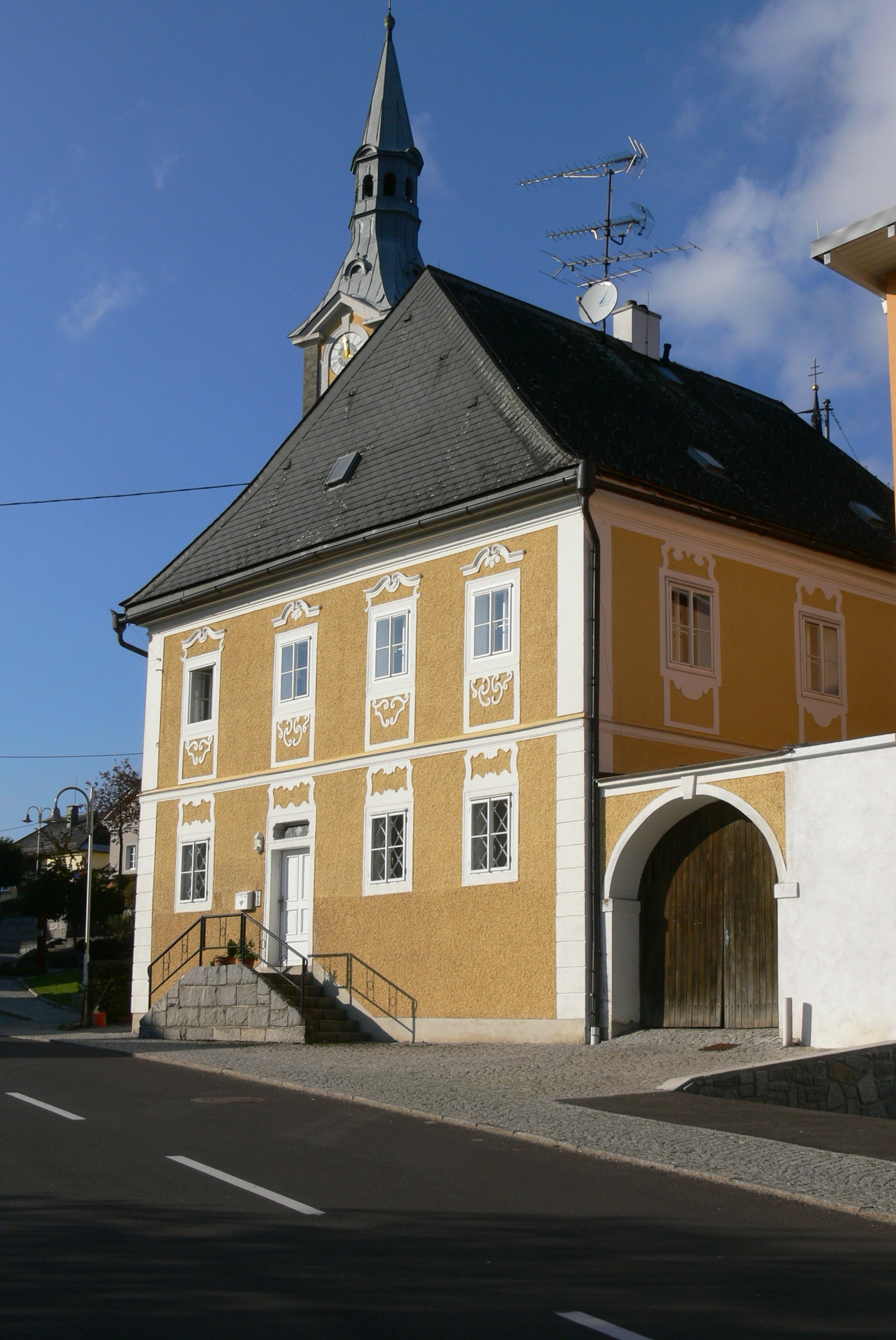
Schloss Capell: Fassade
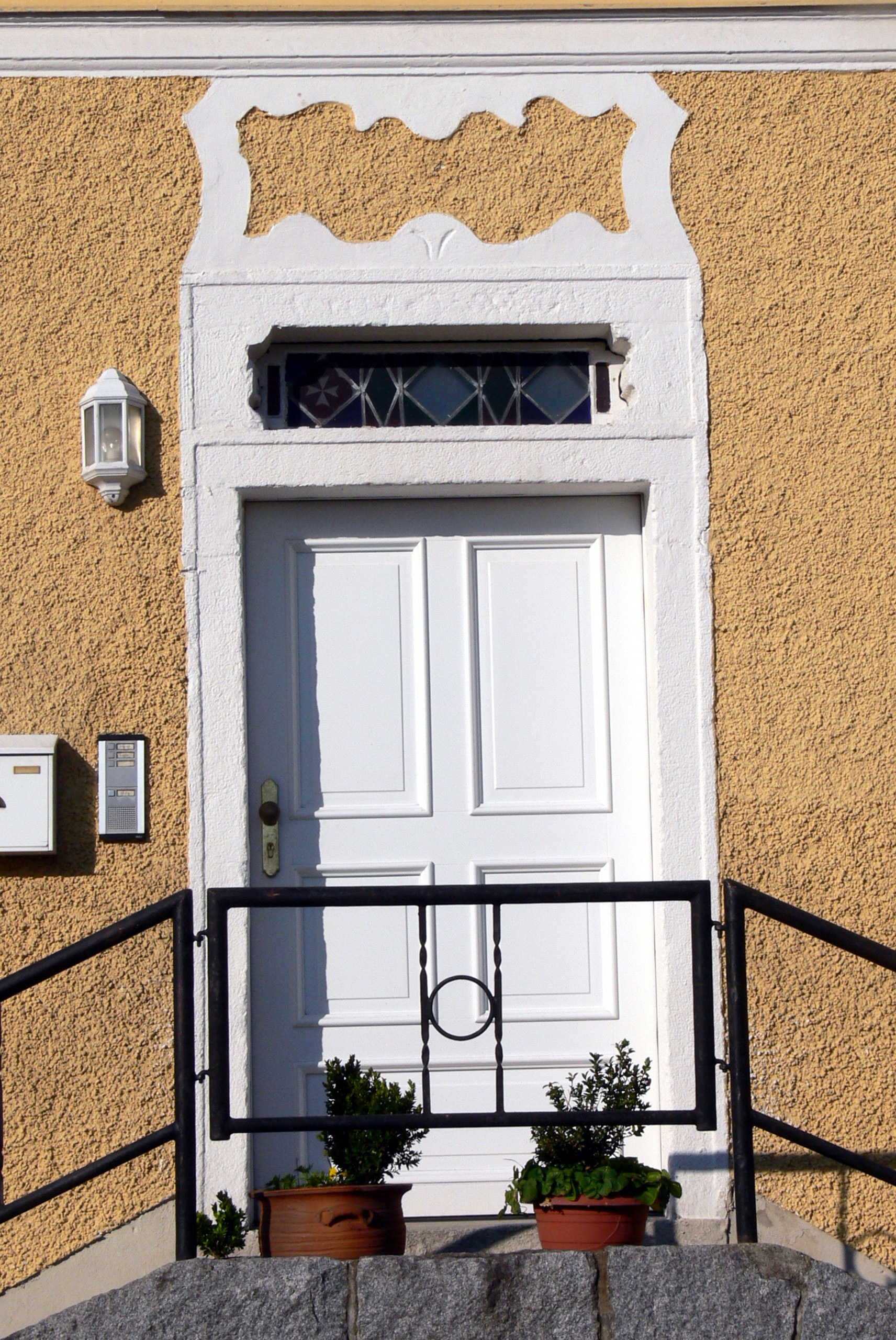
Schloss Capell: Tür
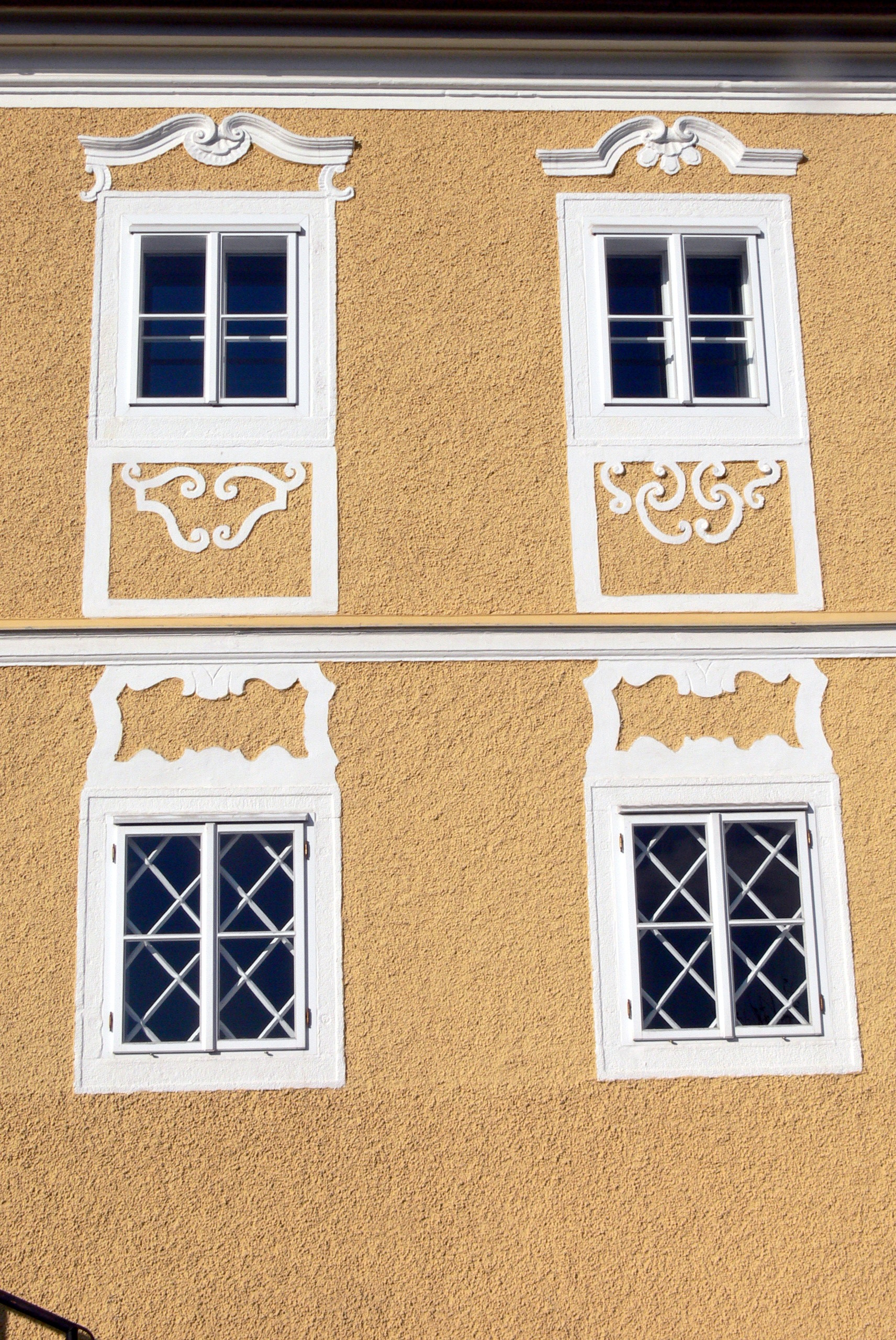
Schloss Capell: Fenster
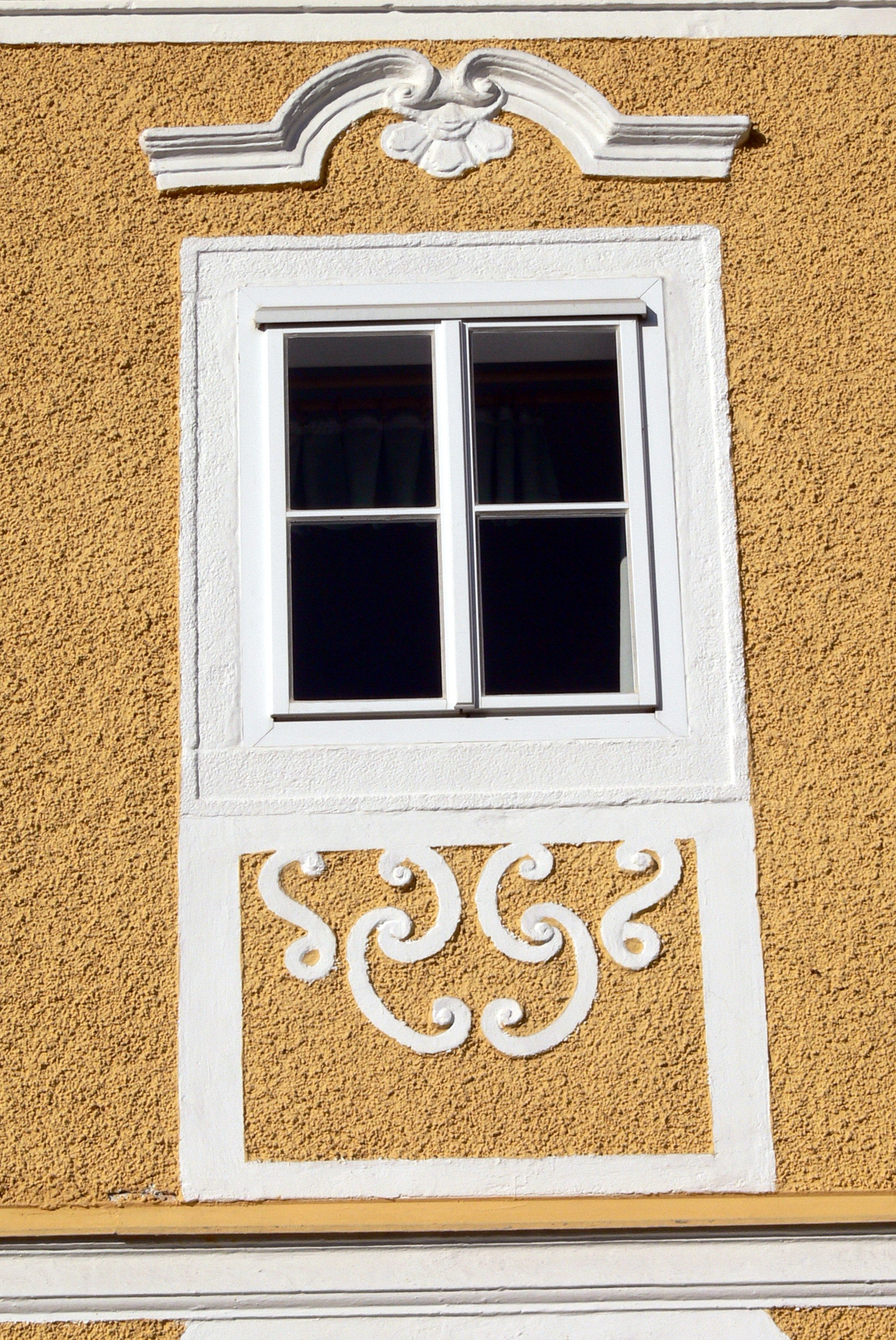
Schloss Capell: Fenster

## Schloss Kapell heute
Das barocke Gebäude steht neben der Kirche von Niederkappel, es ist zweistöckig und mit einem Walmdach gedeckt, die Außenwände sind mit einem groben Rieselputz in gelber Farbe bedeckt. Ein Rundbogen bildet die Verbindung zu den ehemaligen Wirtschaftsgebäuden. Die Fenster im Erdgeschoß und im ersten Stock sind mit Stuckrahmen unterschiedlich gestaltet. Im Erdgeschoß sind sie durch ein schmiedeeisernes Gitter geschützt.